# I'll Always Be Irish
I'll Always Be Irish est une chanson du film musical Le Plus Heureux des milliardaires (The Happiest Millionaire, 1967). Elle a été composée par Robert et Richard Sherman et chantée par Tommy Steele jouant le rôle de John Lawless, un homme heureux d'être Américain et qui n’oubliera jamais ses racines irlandaises.

## Autour de la chanson
- Les Frères Sherman ont écrit cette chanson comme ode à leur mentor, Walt Disney.
- Les paroles font allusion à John F. Kennedy, le président décédé quelques années avant la sortie de Le Plus Heureux des milliardaires.

« And I'll bet one day we'll have an Irish President ! »